# Alice Oswald
Alice Oswald, all'anagrafe Alice Priscilla Lyle Keen (Reading, 1966), è una poetessa e scrittrice britannica.

## Biografia
Alice Oswald è nata a Reading, figlia di Charles William Lyle Keen e Lady Priscilla Mary Rose Curzon; ha due fratelli: la scrittrice Laura Beatty e l'attore Will Keen. Ha studiato lettere classiche al New College dell'Università di Oxford e successivamente ha lavorato come giardiniera al Chelsea Physic Garden e altri orti botanici di rilievo.
Ha cominciato a pubblicare poesie a metà degli anni novanta e la sua prima raccolta, The Thing in the Gap-Stone Stile, è stata candidata al Forward Poetry Prize e al T. S. Eliot Prize, un premio che ha vinto nel 2002 con il poema Dart, dedicato all'omonimo fiume inglese. Negli anni successivi ha pubblicato altre raccolte, tra cui The Thunder Mutters (2005), Woods Etc. (2006), vincitore del Geoffrey Faber Memorial Prize, Weeds and Wild Flowers (2009) e A sleepwalk on the Severn (2009), mentre nel 2011 ha ottenuto grandi plausi dalla critica per Memorial, una rivisatazione dell'Iliade incentrata sui soldati morti. Memorial è stato candidato al T. S. Eliot Prize, ma la poetessa ha declinato la candidatura per motivi etici. Nel 2016 ha vinto il Costa Book Award per la sua raccolta Falling Awake, premiata anche con il Griffin Poetry Prize nel 2017. Dal 2019 insegna poesia all'Università di Oxford.
È sposata con il drammaturgo Peter Oswald e la coppia ha avuto tre figli.

## Opere
- The Thing in the Gap-Stone Stile, Oxford University Press, 1996. ISBN 0192825135
- Dart, Faber and Faber, 2002. ISBN 057121410X
- Woods etc. Faber and Faber, 2005. ISBN 0571218520
- Weeds and Wild Flowers, Faber and Faber, 2009. ISBN 9780571237494
- A sleepwalk on the Severn, Faber and Faber, 2009. ISBN 9780571247561
- Memorial, Faber and Faber, 2011. ISBN 9780571274161

Memorial. Uno scavo dell'Iliade, Milano, Archinto, 2020. ISBN 8877687541
- Falling Awake, Jonathan Cape, 2016. ISBN   9781910702437
- Nobody, Jonathan Cape, 2019. ISBN  1787331962
- A Short Story of Falling, Fine Press Poetry, 2020.

## Ascendenza
|                                 |                              |                                    | Genitori                             |  |  | Nonni |  |  | Bisnonni           |  |  | Trisnonni |  |
|                                 |                              |                                    |                                      |  |  |       |  |  | William Brock Keen |  |  | …         |  |
|                                 |                              |                                    |                                      |  |  |       |  |  | William Brock Keen |  |  | …         |  |
|                                 |                              | …                                  |                                      |  |  |       |  |  | William Brock Keen |  |  |           |  |
| Harold Hugh Keen                |                              |                                    |                                      |  |  |       |  |  | William Brock Keen |  |  |           |  |
|                                 |                              | Florence Hield                     | …                                    |  |  |       |  |  |                    |  |  |           |  |
|                                 |                              | Florence Hield                     | …                                    |  |  |       |  |  |                    |  |  |           |  |
|                                 |                              | Florence Hield                     | …                                    |  |  |       |  |  |                    |  |  |           |  |
| Charles William Lyle Keen       |                              | Florence Hield                     |                                      |  |  |       |  |  |                    |  |  |           |  |
|                                 |                              | Stevenson Lyle Cummins             | William Jackson Cummins              |  |  |       |  |  |                    |  |  |           |  |
|                                 |                              | Stevenson Lyle Cummins             | William Jackson Cummins              |  |  |       |  |  |                    |  |  |           |  |
|                                 |                              | Stevenson Lyle Cummins             | Letitia Stevenson                    |  |  |       |  |  |                    |  |  |           |  |
| Catherine Cummins               |                              | Stevenson Lyle Cummins             |                                      |  |  |       |  |  |                    |  |  |           |  |
|                                 |                              | Eleanor Fenton Hall                | Robert Constable Hall                |  |  |       |  |  |                    |  |  |           |  |
|                                 |                              | Eleanor Fenton Hall                | Robert Constable Hall                |  |  |       |  |  |                    |  |  |           |  |
|                                 |                              | Eleanor Fenton Hall                | Geraldine Maria Aylmer               |  |  |       |  |  |                    |  |  |           |  |
| Alice Keen                      |                              | Eleanor Fenton Hall                |                                      |  |  |       |  |  |                    |  |  |           |  |
|                                 | Francis Curzon, V conte Howe | Richard Curzon, IV conte Howe      |                                      |  |  |       |  |  |                    |  |  |           |  |
|                                 | Francis Curzon, V conte Howe | Richard Curzon, IV conte Howe      |                                      |  |  |       |  |  |                    |  |  |           |  |
|                                 | Francis Curzon, V conte Howe | lady Georgiana Spencer-Churchill   |                                      |  |  |       |  |  |                    |  |  |           |  |
| Edward Curzon, VI conte Howe    | Francis Curzon, V conte Howe |                                    |                                      |  |  |       |  |  |                    |  |  |           |  |
|                                 |                              | Mary Curzon                        | hon. Montagu Curzon                  |  |  |       |  |  |                    |  |  |           |  |
|                                 |                              | Mary Curzon                        | hon. Montagu Curzon                  |  |  |       |  |  |                    |  |  |           |  |
|                                 |                              | Mary Curzon                        | Esmé Fitzroy                         |  |  |       |  |  |                    |  |  |           |  |
| lady Priscilla Mary Rose Curzon |                              | Mary Curzon                        |                                      |  |  |       |  |  |                    |  |  |           |  |
|                                 |                              | sir Archibald Weigall, I baronetto | Henry Weigall                        |  |  |       |  |  |                    |  |  |           |  |
|                                 |                              | sir Archibald Weigall, I baronetto | Henry Weigall                        |  |  |       |  |  |                    |  |  |           |  |
|                                 |                              | sir Archibald Weigall, I baronetto | lady Rose Sophia Mary Fane           |  |  |       |  |  |                    |  |  |           |  |
| Priscilla Weigall               |                              | sir Archibald Weigall, I baronetto |                                      |  |  |       |  |  |                    |  |  |           |  |
|                                 |                              | Grace Emily Blundell Maple         | sir John Blundell Maple, I baronetto |  |  |       |  |  |                    |  |  |           |  |
|                                 |                              | Grace Emily Blundell Maple         | sir John Blundell Maple, I baronetto |  |  |       |  |  |                    |  |  |           |  |
|                                 |                              | Grace Emily Blundell Maple         | Emily Harriet Merryweather           |  |  |       |  |  |                    |  |  |           |  |
|                                 |                              | Grace Emily Blundell Maple         |                                      |  |  |       |  |  |                    |  |  |           |  |